# Gerhard Mester

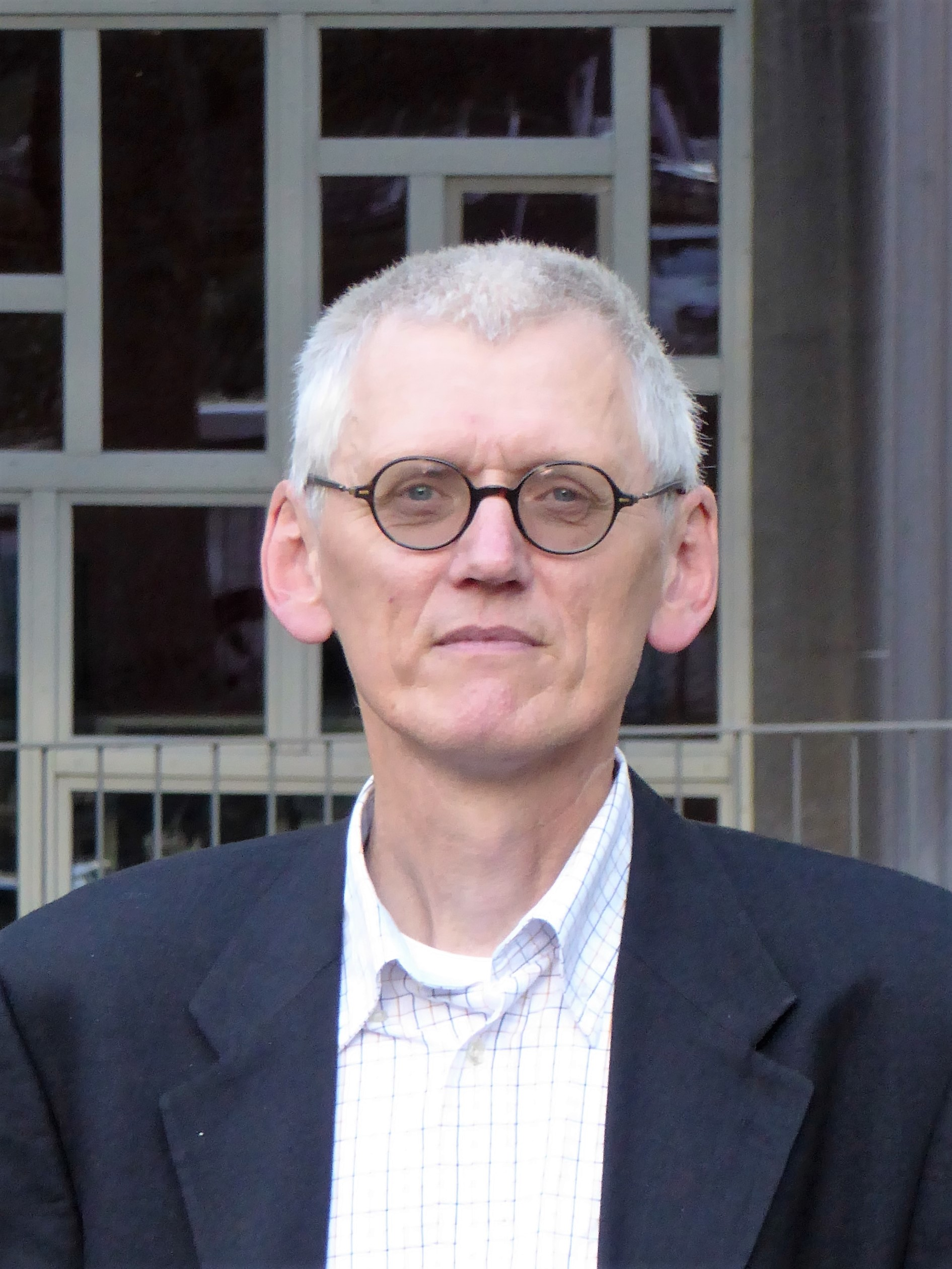
Gerhard Mester (2016)

Gerhard Mester (* 28. Januar 1956 in Betzdorf) ist ein deutscher Karikaturist.

## Leben

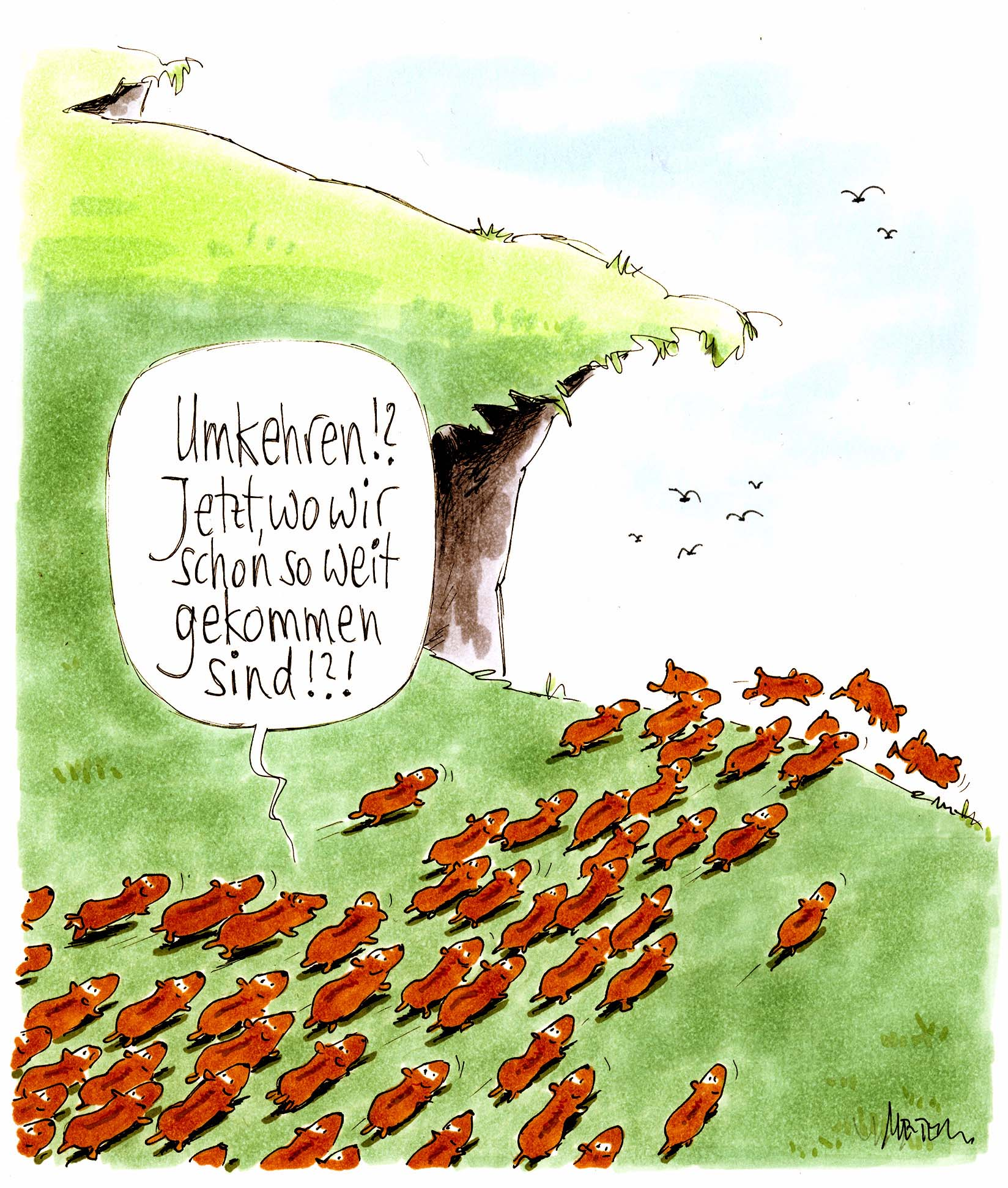
Karikatur von Gerhard Mester zum Thema Klima und Zukunft (2009)

Nach dem Zivildienst studierte Mester von 1978 bis 1984 Graphik-Design an der Gesamthochschule Kassel. Seit 1985 ist er freiberuflich als Karikaturist tätig und zeichnet politische Karikaturen für verschiedene Tageszeitungen und Zeitschriften, unter anderem: Aachener Nachrichten, Deutsches Allgemeines Sonntagsblatt, Die Rheinpfalz, Hannoversche Allgemeine Zeitung, Mittelbayerische Zeitung, Neue Osnabrücker Zeitung, Solarbrief (Verbandszeitschrift des SFV), Thüringer Allgemeine, Publik Forum, Westfälische Rundschau, Wiesbadener Kurier (Verlagsgruppe Rhein-Main).
Im Jahr 2020 sind 34 Karikaturen von Zeichner Gerhard Mester zentraler Bestandteil der wandernden interaktiven Informationsausstellung Klimawandel begreifbar des Fachzentrums Klimawandel und Anpassung des Hessischen Landesamts für Naturschutz, Umwelt und Geologie (HLNUG), die zum Beispiel von 11. bis 21. Juli 2020 in der südhessischen Stadt Lampertheim gastiert.

## Bücher

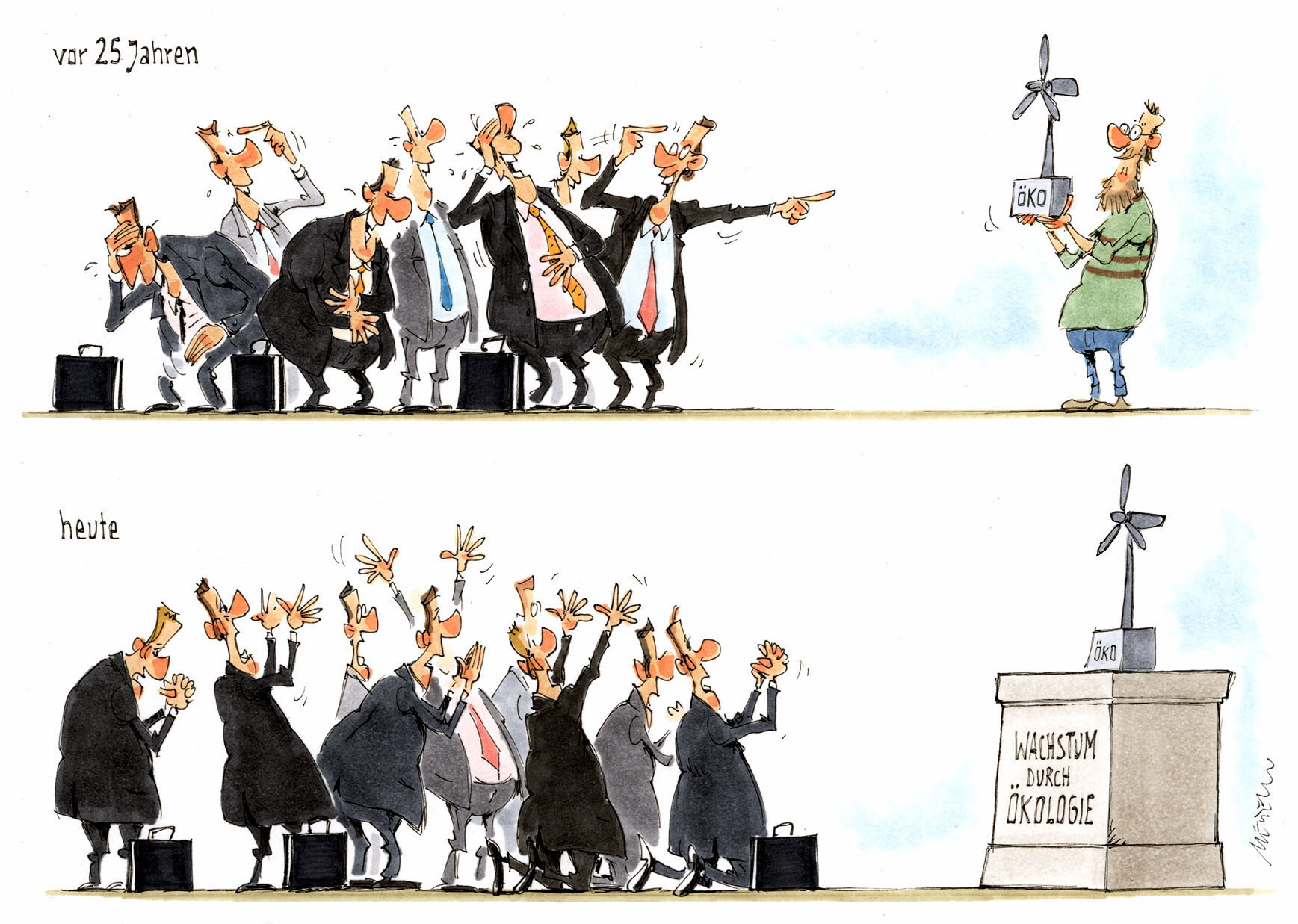
Karikatur von Gerhard Mester zum Thema Windräder (2012)

Seine Karikaturen waren Bestandteil zahlreicher Sammelwerke, beispielsweise:
- die sieben Bände der Karikaturen des Jahres 1990-1998, zusammengefasst von Klaus Bresser.
- Herzlich Willkommen: Karikaturen von Gerhard Mester, Thomas Plaßmann, Klaus Stuttmann, Nest-Verlag, Frankfurt am Main 2002

und unter anderem sind folgende Bücher mit den eigenen Werken Mesters erschienen:
- Das Leben ist wie das weite Meer ... Cartoons aus dem Alltag des "Neuen Menschen", J. Kamphausen Verlag, Bielefeld 1991
- Vielen Dank, Herr Doktor! Es geht mir schon viel besser! Die Gebrechen des Gesundheitswesens, J. Kamphausen Verlag, Bielefeld 1998
- Cartoons, Gütersloher Verlagshaus, 1999
- Das kann nur besser werden, Publik-Forum-Verlag, Oberursel 2008
- Mensch, Franziskus, St. Benno Verlag, Leipzig 2014
- Bruder Franz, St. Benno Verlag, Leipzig 2015

## Auszeichnungen

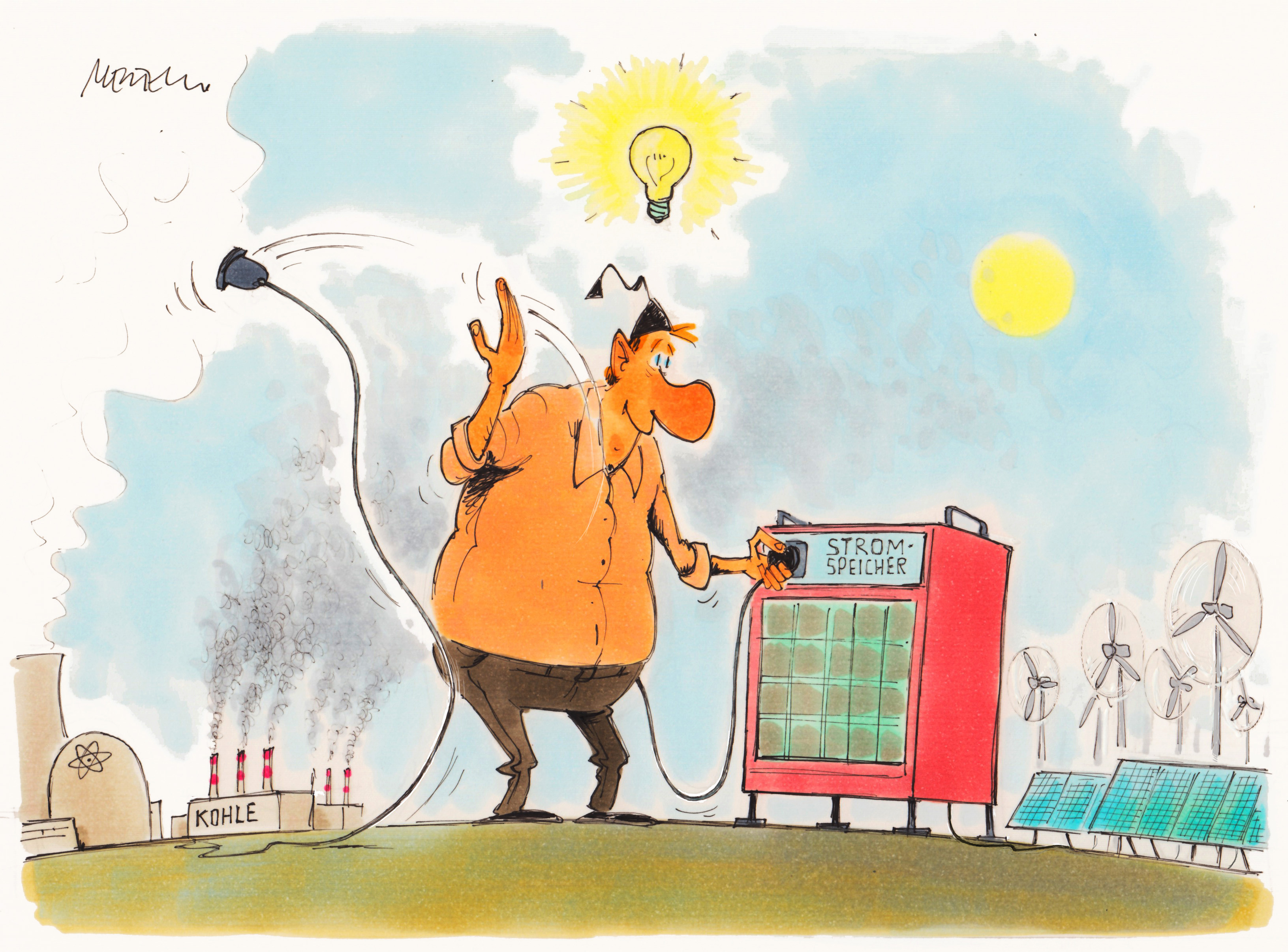
Karikatur von Gerhard Mester zum Thema Stromspeicher (2017)

- 1992: Thomas-Nast-Preis der Stadt Landau in der Pfalz[2]
- 2005: Rückblende, Karikaturenpreis der deutschen Zeitungen (3. Preis) – Auszeichnung des Bundesverbands Deutscher Zeitungsverleger (BDZV)[7][11]
- 2012: Rückblende, Karikaturenpreis der deutschen Zeitungen (1. Preis) – Auszeichnung des Bundesverbands Deutscher Zeitungsverleger (BDZV)[12]
- 2016: Deutscher Solarpreis 2016 in der Kategorie Medien – Auszeichnung des Eurosolar e.V. und der EnergieAgentur.NRW[13]

## Weblinks

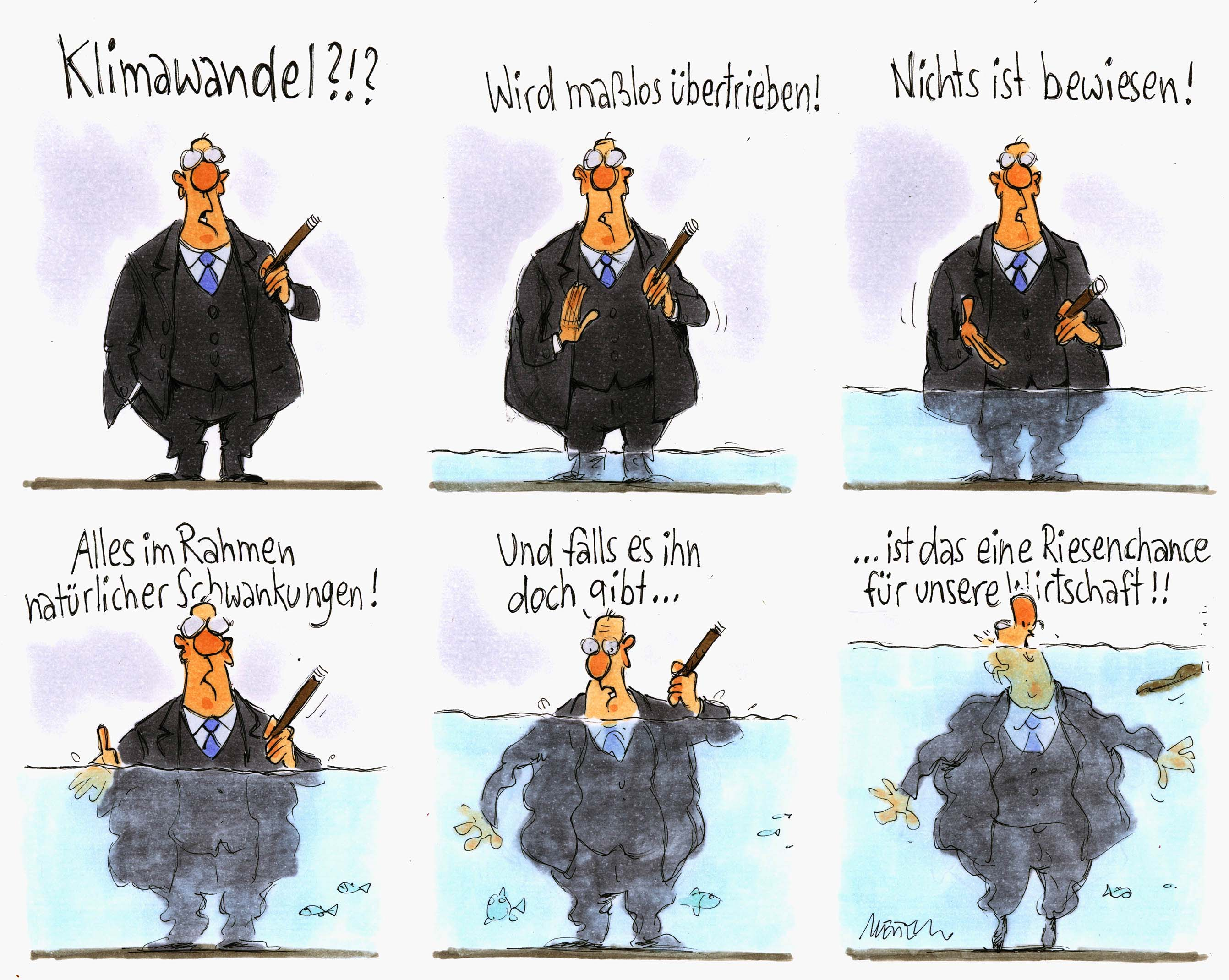
Klimawandel gibt es nicht (2013)
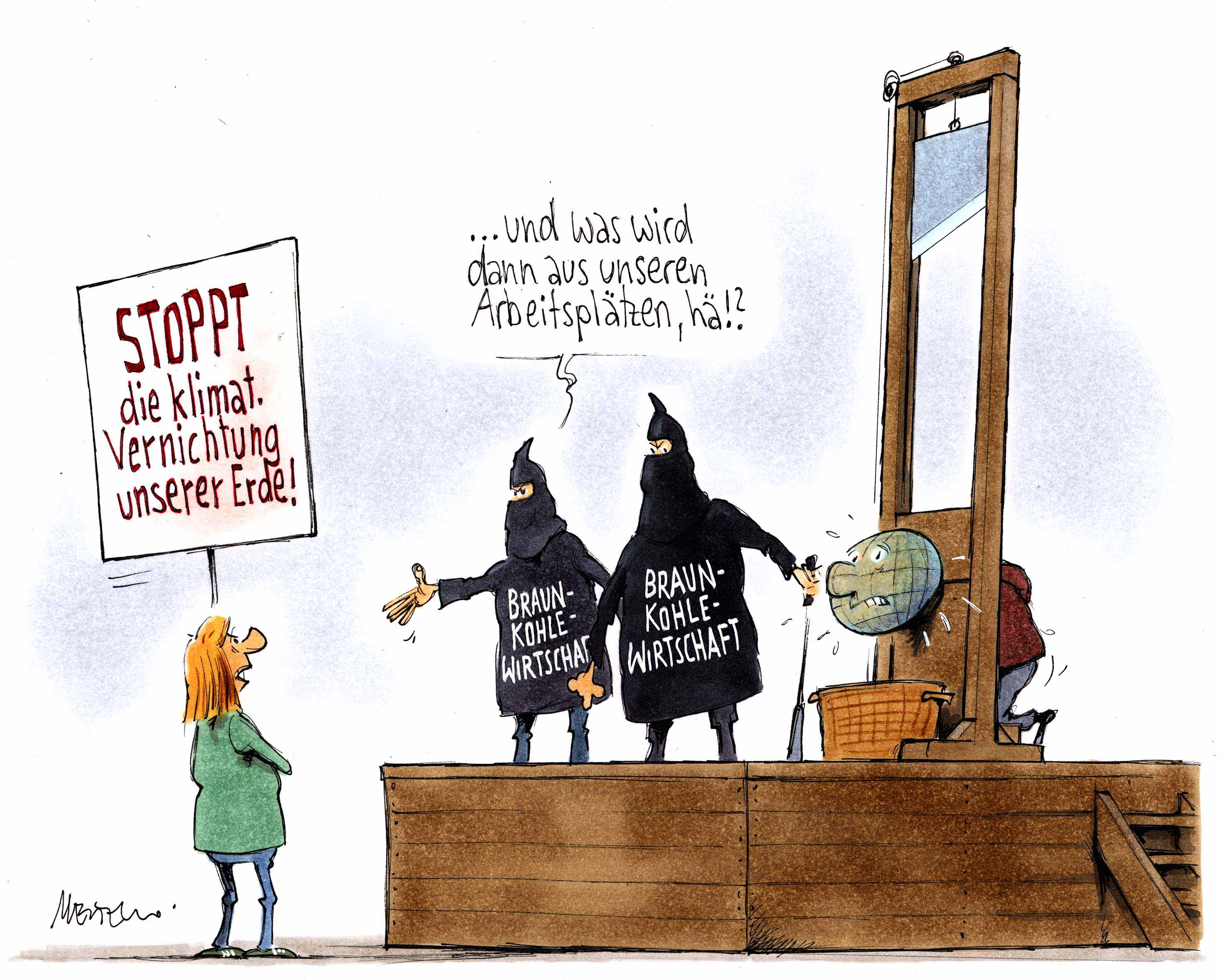
Totschlagargument Arbeitsplätze (2015)
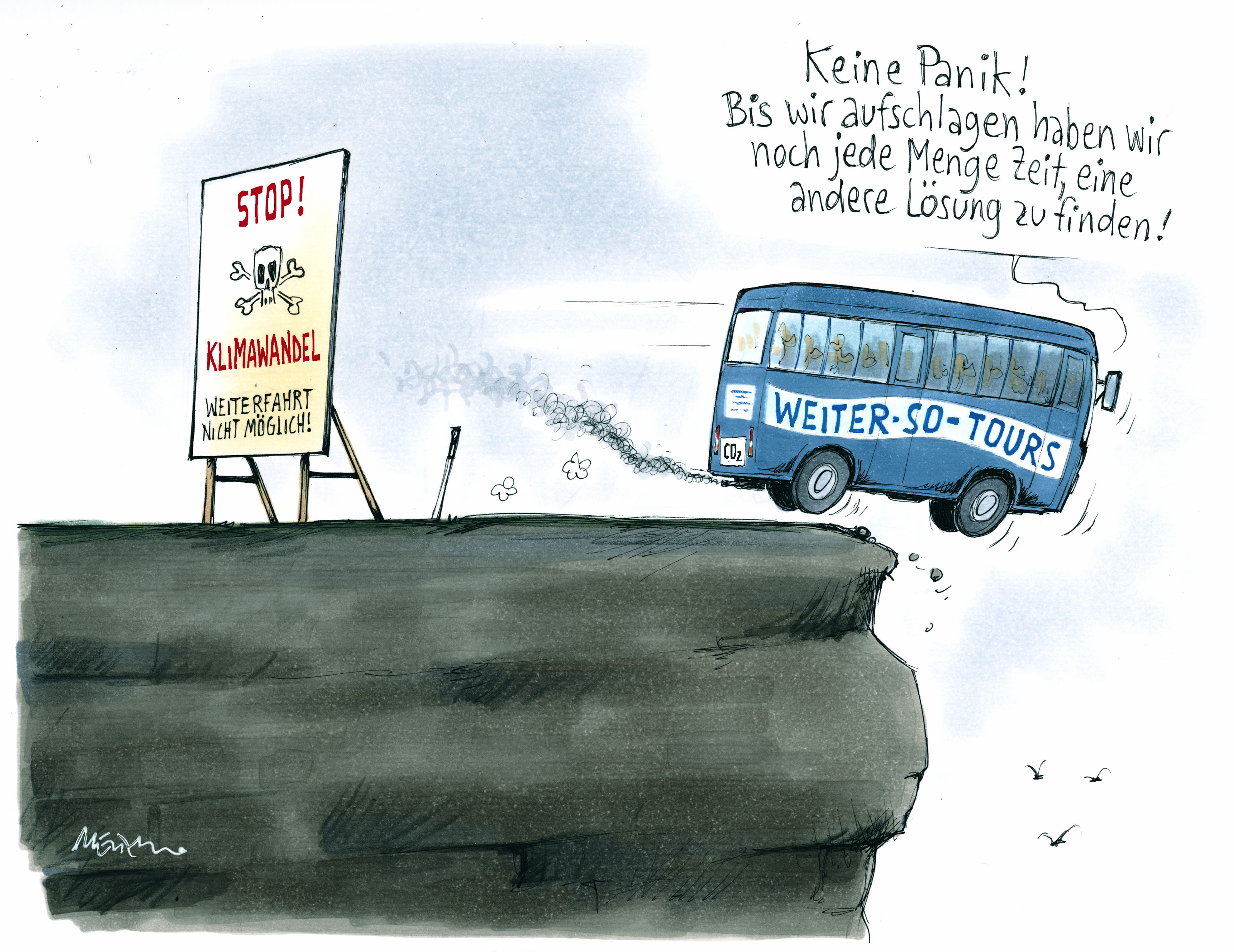
Weiter so (2016)
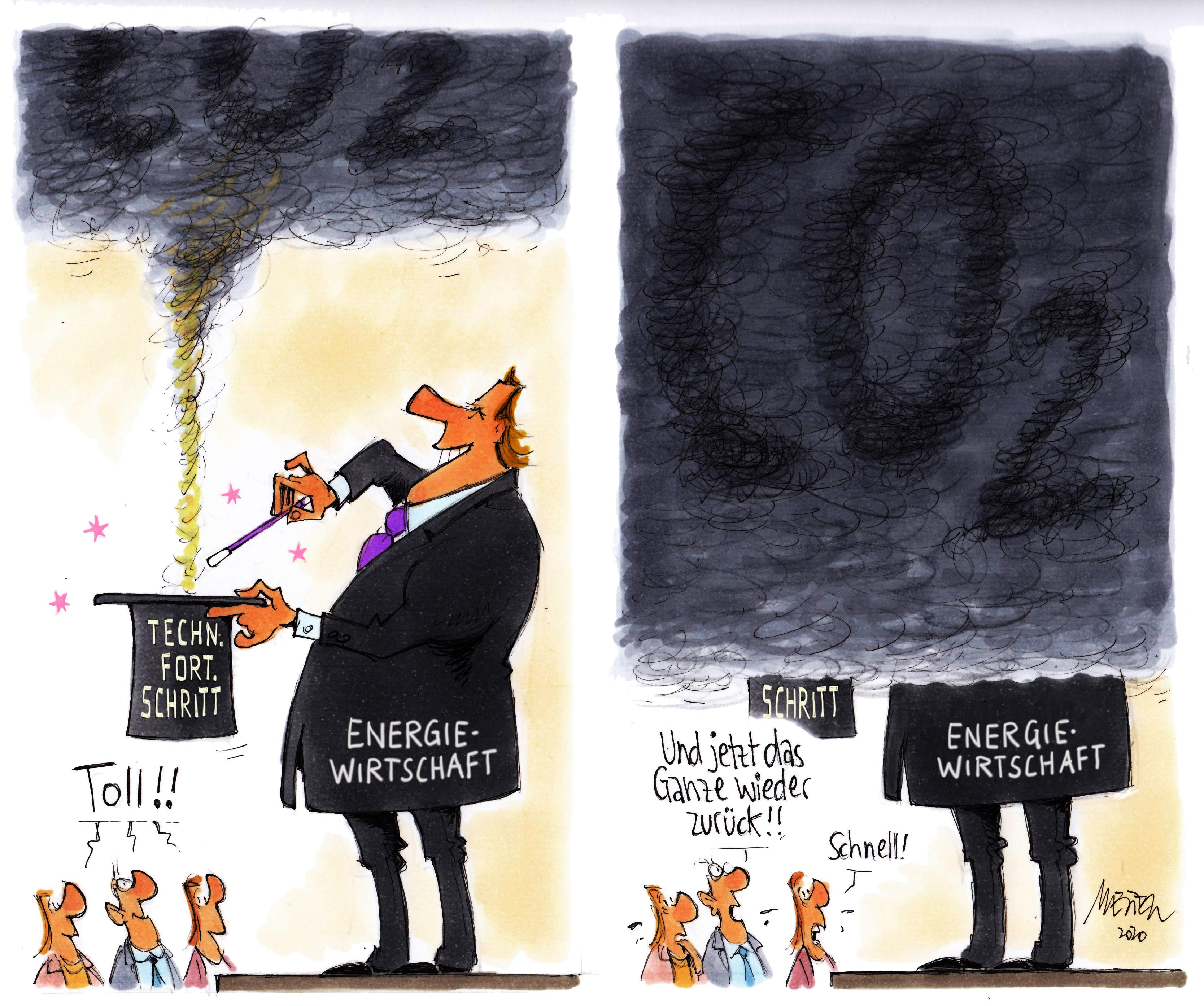
„Technischer Fortschritt“: Rückholung von Kohlenstoffdioxid (2020)